# Яан Лукас
Яан Лукас (24 жовтня 1892, село Карксі, Вільяндинський повіт, Ліфляндська губернія — 8 травня 1953 року, Особливий табір № 7 ГУЛАГ НКВС, Іркутська область) — естонський та радянський військовий діяч, генерал-майор (18 травня 1943).

## Початкова біографія
Яан Лукас народився 24 жовтня 1892 року в селі Карксі Вільяндинського повіту Ліфляндської губернії.

## Військова служба

### Перша світова війна
У 1915 році був призваний до лав Російської імператорської армії, після чого був направлений до школи прапорщиків, дислокованої в Іркутську. Після закінчення школи був направлений до 210-го піхотного Бронницького полку, після чого брав участь у бойових діях на Північному фронті в районі Двінська, а потім на Південно-Західному фронті в районі Дубно . У складі полку служив на посадах командира взводу та роти.
У 1918 році був демобілізований з лав армії в чині штабс-капітана.

### Міжвоєнний час
У листопаді 1918 Лукас був мобілізований в естонську армію, після чого служив на посадах командира роти і батальйону, начальника штабу Вируського військового округу і начальника штабу 2-ї дивізії, дислокованої в Тарту.
1928 року закінчив Військову академію естонської армії.
Восени 1939 Лукас був призначений на посаду командира 1-го піхотного полку, дислокованого в Нарві.
У вересні 1940 року після приєднання Естонії до складу СРСР Лукас був зарахований у кадри РСЧА, після чого був призначений на посаду командира 232-го стрілецького полку (180-а стрілецька дивізія, 22-й стрілецький корпус, Прибалтійський військовий округ).
У червні 1941 року був спрямований на навчання на 6-місячні академічні курси при Військовій академії імені М. В. Фнунзе.

### Німецько-радянська війна
Після закінчення курсів полковника Яана Лукаса було призначено на посаду викладача цієї ж академії, а потім було направлено на формування естонських національних частин Червоної Армії. З березня 1942 року формував і керував бойовою підготовкою 300-го стрілецького полку, а у вересні того ж року був призначений на посаду начальника штабу 8-го естонського стрілецького корпусу, що формується. За заслуги в організації роботи штабу корпусу в ході важких бойових дій в районі міста Великі Луки наказом Нд Калінінського фронту №: 232 від: 06.03.1943 полковник Лукас був нагороджений орденом Червоного Прапора. З 28 червня до 25 липня 1943 року виконував посаду командира 8-го стрілецького корпусу. За організацію та здійснення прориву сильно укріпленої оборони супротивника на північ від Тарту, звільнення Таллінна та острова Сааремаа Лукас був нагороджений орденами: Наказом ЗС Ленінградського фронту №: 1330/н від: 21.09.1944 року генерал-майор Лукас нагороджений орденом Червоного Прапора за відмінне планування операції з форсування р. Ема-Іеги.
Наказом ЗС Ленінградського фронту №: 1644/н від: 08.12.1944 року начальник штабу 8-го Естонського стрілецького корпусу генерал-майор Лукас нагороджений орденом Вітчизняної війни 1-го ступеня за добру роботу штабів дивізій та корпусу. За бойові заслуги, успішне виконання завдань командування 8-й естонський стрілецький корпус було перетворено на 41-й гвардійський з присвоєнням почесного найменування «Талінський».
Наказом ЗС Ленінградського фронту №: 1182/н від: 22.07.1945 року начальника штабу 41-го гвардійського Естонського стрілецького корпусу генерал-майора Лукаса нагороджено орденом Червоного Прапора за збивання офіцерськими кадрами штабу корпусу та гарну роботу штабів дивізій.

### Повоєнна кар'єра
Після закінчення війни Лукас перебував на колишній посаді. У вересні 1946 року був призначений на посаду завідувача військової кафедри Таллінського політехнічного інституту.
Наказом з 41-го гв.стр.корпусу від: 16.02.1946 року генерал-майор Лукас нагороджений медаллю «За оборону Москви».
24 березня 1950 року Яана Лукаса було заарештовано. За вироком Військової колегії Верховного суду СРСР від 28 березня 1952 відповідно до ст. 58 п. 4, 10 КК РРФСР («як офіцер царської армії, а також за антирадянську агітацію та шпигунство») був засуджений до 25 років ВТЛ з позбавленням військового звання та державних нагород. Перебуваючи в ув'язненні в Особливому таборі № 7 ГУЛАГ НКВС, помер 8 травня 1953 року.
Яана Лукаса реабілітовано за визначенням Військової колегії Верховного суду СРСР від 1 лютого 1958 року за відсутністю складу злочину.

## Нагороди
- Три ордени Червоного Прапора (06.03.1943, 21.09.1944, 22.07.1945);
- Орден Вітчизняної війни 1 ступеня (27.12.1944);
- Медалі.